# Enzo Kalinski
Enzo Maximiliano Kalinski (Santiago del Estero, 10 marzo 1987) è un calciatore argentino, centrocampista del Quilmes.

## Caratteristiche tecniche
È un centrocampista centrale che può giocare anche da trequartista.

## Palmarès

### Club

#### Competizioni nazionali
- Campionato argentino: 1

San Lorenzo: 2013 Inicial

#### Competizioni internazionali
- Coppa Libertadores: 1

San Lorenzo: 2014